# Peleteria rubescens
Peleteria rubescens là một loài ruồi trong họ Tachinidae.